# Sylvilagus bachmani
Espèce
Statut de conservation UICN

 LC  : Préoccupation mineure
Sylvilagus bachmani (Waterhouse, 1839), parfois appelé Lapin de Bachman, est une espèce de lapin. C’est un mammifère de la famille des Leporidae, originaire de l'ouest de l'Amérique du Nord.

## Morphologie
C'est un petit lapin de 30 à 38 cm, pesant de 0,5 à 1 kg. Sa fourrure est plus brune, sa queue, ses pattes et ses oreilles plus courtes que celles du Cottontail du désert (Sylvilagus audubonii). La couleur brune du pelage est due à un mélange de poils gris foncé, noir et orange. Les femelles sont habituellement un peu plus grandes que les mâles.

## Comportement

### Alimentation
Les adultes se nourrissent au crépuscule et à l'aube, mais les jeunes sont actifs durant la journée.

## Répartition et habitat

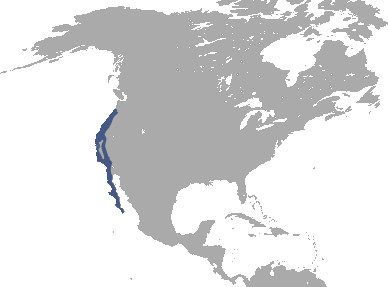
Aire de répartition.

Ils vivent dans les zones broussailleuses.

## Liste des sous-espèces
Selon Catalogue of Life (28 mars 2012) :
- sous-espèce Sylvilagus bachmani bachmani (Waterhouse, 1839)
- sous-espèce Sylvilagus bachmani cerrosensis (J. Allen, 1898)
- sous-espèce Sylvilagus bachmani cinerascens (J. Allen, 1890)
- sous-espèce Sylvilagus bachmani exiguus Nelson, 1907
- sous-espèce Sylvilagus bachmani howelli Huey, 1927
- sous-espèce Sylvilagus bachmani ubericolor (Miller, 1899)